# Nairai
Nairai en ö som tillhör den fijianska ögruppen Lomaiviti. Det är en vulkanö och täcker en landyta på 30 kvadratkilometer. Den har en befolkning på ungefär 5 000 invånare, vilka bor i kustbyar och fiskar och driver jordbruk för sin egen överlevnad. En turistby är för tillfället under konstruktion.
Ön har ingen flygplats, enda sättet att ta sig till ön är genom små båtar eller fraktskepp.